# Dmitrij Wiaczesławowicz Bykow
Dmitrij Wiaczesławowicz Bykow, ros. Дмитрий Вячеславович Быков (ur. 5 maja 1977 w Iżewsku) – rosyjski hokeista. Reprezentant Rosji, trener.

## Kariera zawodnicza
- CSK WWS Samara (1995-1998)
- Łokomotiw Jarosław (1998)
- Łady Togliatti (1998-1999)
- Ak Bars Kazań (1999-2002)
- Detroit Red Wings (2002-2003)
- Ak Bars Kazań (2003-2005)
- Dinamo Moskwa (2005-2006)
- Chimik / Atłant Mytiszczi (2006-2011)
- Mietałłurg Magnitogorsk (2011-2012)
- Torpedo Niżny Nowogród (2012-2013)
- Amur Chabarowsk (2013-2014)
- CSKA Sofia (2014)

Wychowanek Amuru Chabarowsk. Od maja 2012 do lipca 2013 zawodnik Torpedo Niżny Nowogród. Od lipca 2013 ponownie zawodnik macierzystego klubu Amur Chabarowsk. Od października 2014 zawodnik CSKA Sofia.
W sezonie 2014/2015 występował w amatorskim klubie Zwiezda Moskwa.
Uczestniczył w turniejach o mistrzostwach świata w 1999, 2002, 2004, 2006.

## Kariera trenerska
- Krasnaja Armija Moskwa (2019-2020), asystent trenera
- Zwiezda Moskwa (2020-2022), asystent trenera
- Krasnaja Armija Moskwa (2023-), asystent trenera

W połowie 2019 wszedł do sztabu trenerskiego weszli drużyny Krasnaja Armija Moskwa, występującej w rozgrywkach juniorskich MHL. W połowie 2020 wszedł do sztabu trenerskiego zespołu Zwiezda Moskwa, grającego w rozgrywkach WHL. W połowie 2023 wszedł do sztabu juniorskiego klubu Krasnaja Armija Moskwa.

## Sukcesy
Reprezentacyjne
- Srebrny medal mistrzostw świata: 2002

Klubowe
- Brązowy medal mistrzostw Rosji: 1998 z Łokomotiwem, 2004 z Ak Barsem
- Srebrny medal mistrzostw Rosji: 2000, 2002, 2011 z Atłantem
- Puchar Mistrzów: 2006 z Dinamem

Indywidualne
- KHL (2009/2010): najlepszy obrońca miesiąca - grudzień 2009

Wyróżnienia
- Zasłużony Mistrz Sportu Rosji w hokeju na lodzie: 2002